# Neoeklektikus építészet
Neoeklektikus (neohistorizáló) építészet, gyakran  „két világháború közötti historizáló törekvések” alatt az 1920-as és 1930-as évek korábbi történelmi stílusokat utánzó irányzatát értik. 1930-as évekbeli mellékága a fasiszta építészet Olaszországban, a nemzetiszocialista építészet Németországban, és a sztálinista építészet a Szovjetúnióban. A festészet és szobrászat ekkori, hasonló törekvéseit a neoklasszicizmus szócikk mutatja be.

## Története
A historizmus a 19. század második felének uralkodó építészeti irányzata volt, és a századfordulón, a szecesszió beköszöntével sem tűnt el. A stílus végét az 1910-es évekre szokták tenni. Ezt követően, a két világháború közötti időszakban elsősorban a modern építészetet szokták kiemelni, azonban a historizmusnak is volt egy „utód” stílusa: ezt azonban nem szokták a hagyományos historizmussal együtt tárgyalni. Jobb híján „két világháború közötti historizáló törekvések” néven tárgyalják. Olykor „neoklasszicizmus” néven is emlegetik, ez a név azonban megtévesztő lehet: a stílus valóban utánozta a historizmus hagyományaihoz híven a régi stílusokat, de a klasszicizmus mellett a román, gótikus, reneszánsz, barokk épületeket is. Elkülönítése a „neo” (új) kifejezéssel azért lehet indokolt a korábbi historizmustól, mert az 1880-as/1890-es és az 1910-es évek közötti időszak historizmusára már elterjedt a „késő historizmus” fogalma, és ettől elkülöníthető a két világháború közötti historizmus.
Ez a stílus elsősorban az 1920-as években virágzott, számos középítmény esetében az állami beruházások is támogatták. A közhiedelemmel ellentétben ebben az időszakban inkább ez tekinthető uralkodó stílusnak a modernizmussal szemben:
„A húszas években szerte Európában neoromán, neogót, neobarokk és neoklasszicista stílusban építkeztek, és az első modernista középület, a Bauhaus dessaui központja is csak 1926-ban épült meg.”
Gyakran megesett az is, hogy még az első világháború időszaka előtt megkezdett építkezések elhúzódtak, és csak az 1920-as években fejeződtek meg (pl. Parliament House, Wellington; Rástrapati Bhavan, Újdelhi). A korábbi historizmussal ellentétben az 1920-as évek épületei gyakran már modern technológiákkal készültek, csak külsejüket igazították történelmi stílusokhoz.
Az 1930-as évekre az ilyen stílusban épült épületek száma kezdett lecsökkenni. Megjegyzendő azonban, hogy az amerikai templomépítészetben még az 1940-es és 1950-es években is születtek historizáló stílusú alkotások, többek között Chicago területén.
A historizáló törekvésekhez sorolható a világháború közötti időszak nagy diktatúráinak építészete is az 1930-as években (Olaszország, Harmadik Birodalom, Szovjetúnió).

## Példák historizáló épületekre (1920–1940)

### Németország

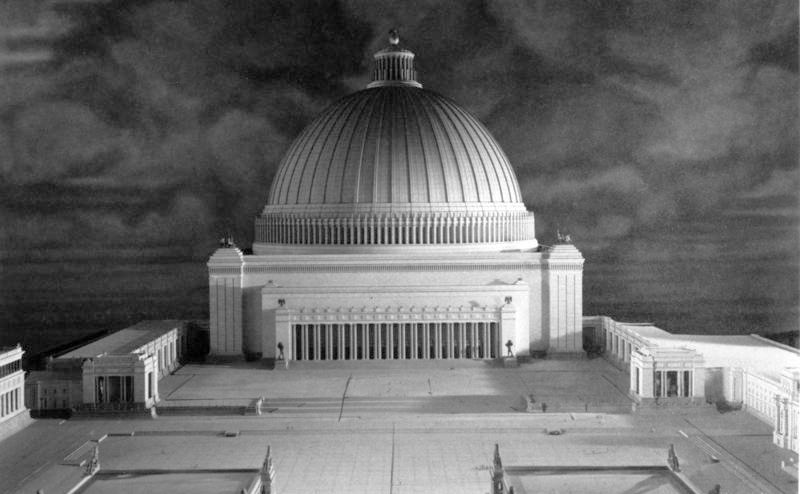
Népek csarnoka (modell)

- en:Führerbau (1933–1937, neoklasszicista)
- en:Haus der Kunst (1933–1937, neoklasszicista)
- en:Detlev-Rohwedder-Haus (1935–1936, neoklasszicista)
- Olimpiai Stadion (1934–1936, neoklasszicista)
- en:Theater Saarbrücken (1937–1938, neoklasszicista)
- Népek csarnoka (1938, neoklasszicista, tervben maradt)

### Szovjetúnió
- az úgynevezett „Hét nővér”:

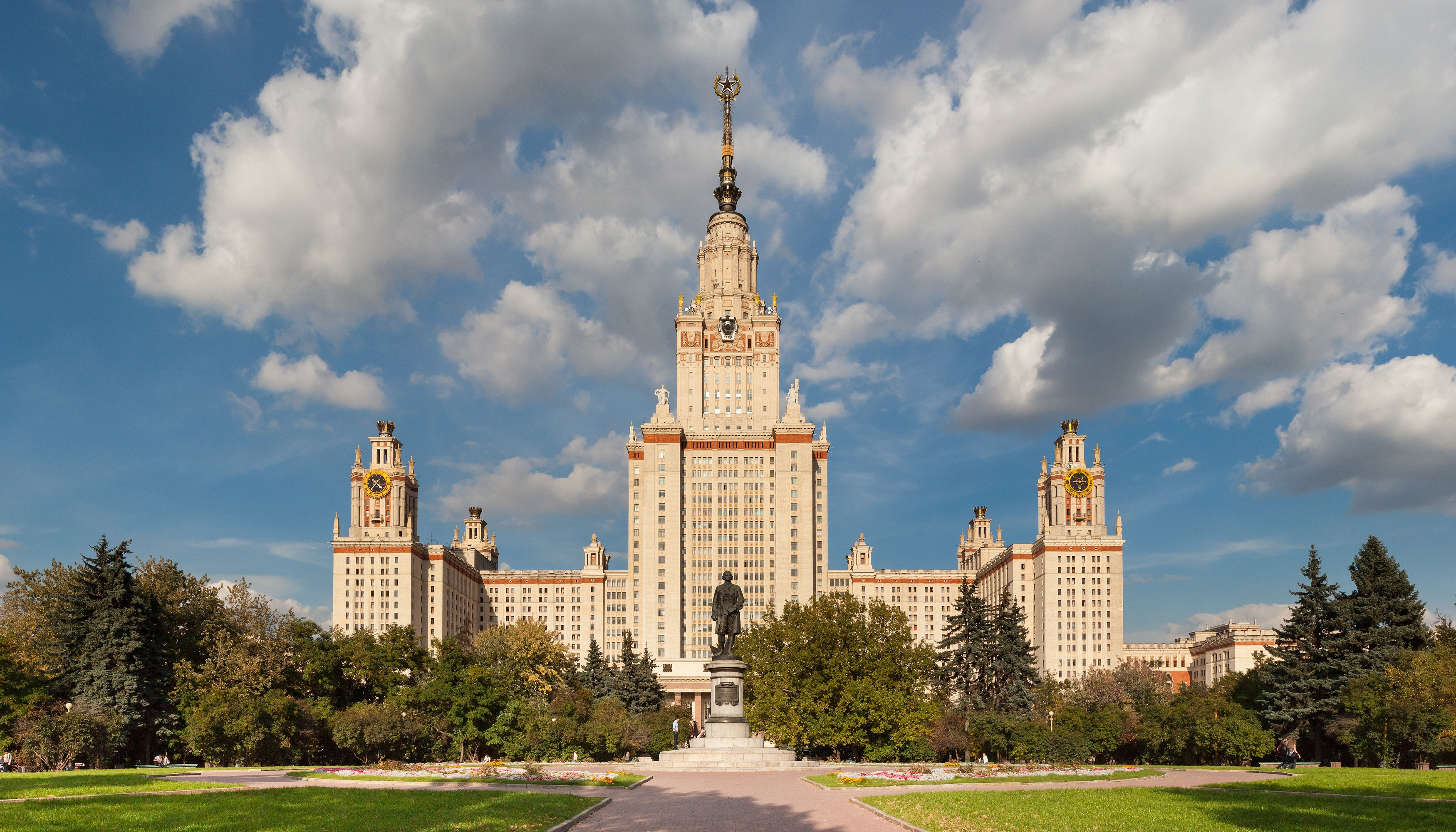
a Moszkvai Állami Egyetem főépülete

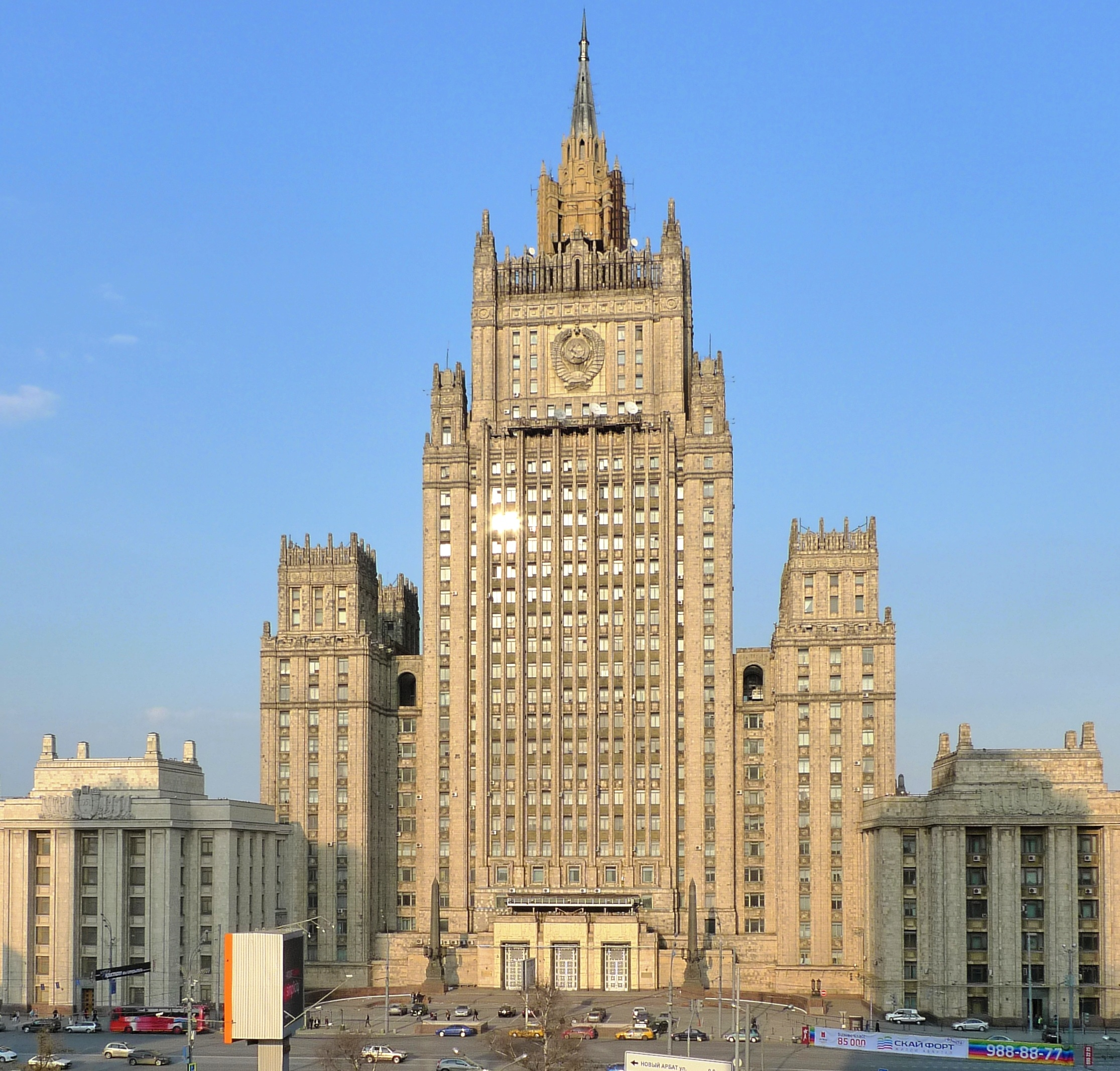
az Orosz Külügyminisztérium épülete

  - Hotel Ukrajna (1953–1957, neoklasszicista)
  - Kotyelnyicseszkaja rakparti lakóház (1948–1952, neoklasszicista)
  - Kudrinszkaja téri épület (1950–1954, neoklasszicista)
  - Leningradszkaja Hotel (1954, neoklasszicista)
  - az Orosz Külügyminisztérium épülete (1948–1953, neoklasszicista)
  - a Moszkvai Állami Egyetem főépülete (1949–1953, neoklasszicista)
  - Vörös kapuk téri magasépület (1947–1953, neoklasszicista)
- Lenin-mauzóleum, Moszkva (1924-1929, neoklasszicista)
- Szovjetek palotája (1933, neoklasszicista, tervben maradt)
- a Moszkvai metró állomásai (1933–1935, neoklasszicista)
- Zarjagyjei kormányzati épület (1934, neoklasszicista, tervben maradt)
- A Lett Tudományos Akadémia épülete (1952–1958, neoklasszicista)

### Olaszország

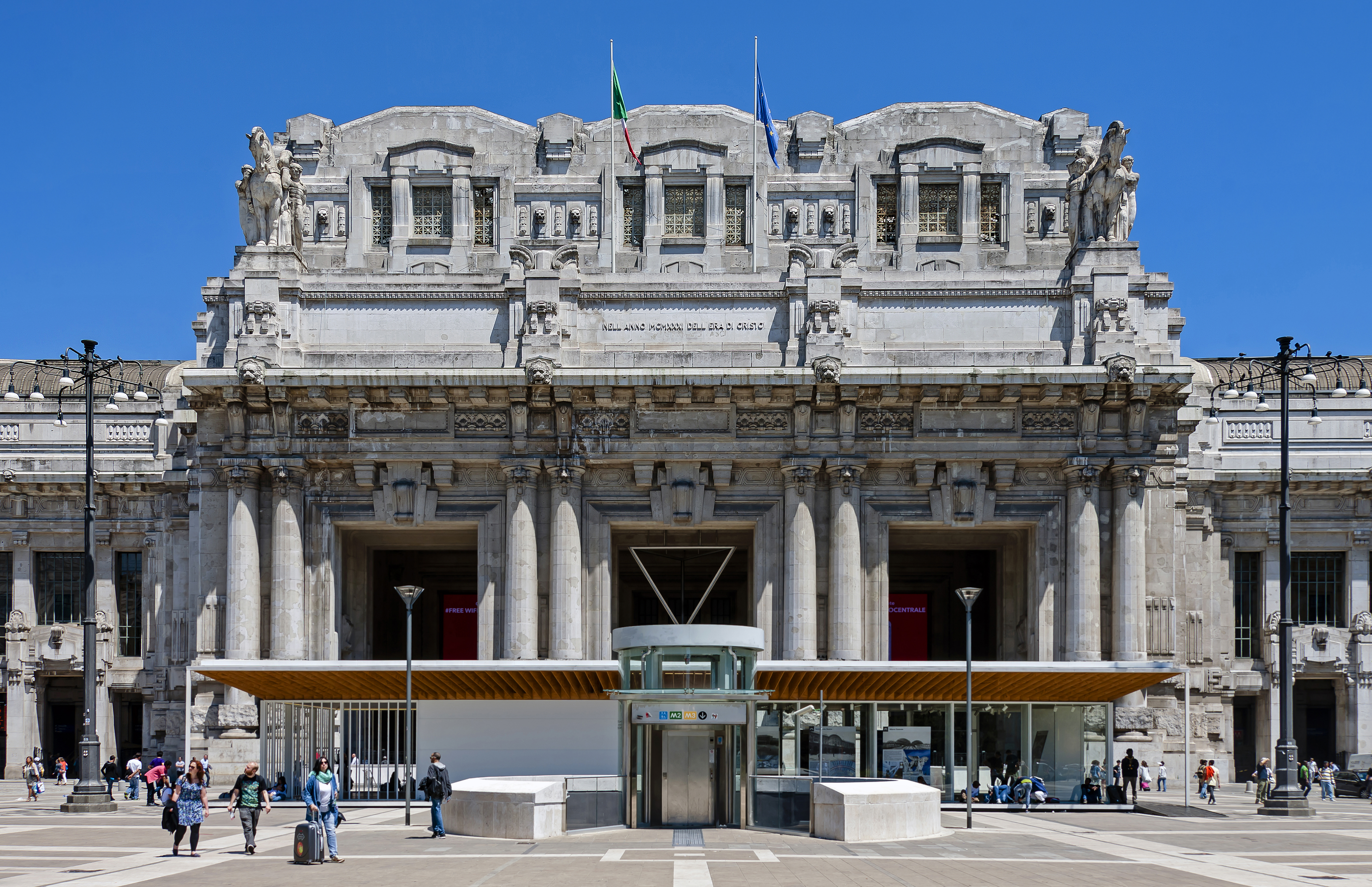
Stazione di Milano Centrale

- en:Palazzo delle Poste, Palermo (1934, neoklasszicista)
- Stazione di Milano Centrale (1925-1931, eklektikus)
- en:EUR, Rome (1937, neoklasszicista)
- en:Palazzo della Civiltà Italiana (1939–1953, neoklasszicista)

### Egyesült Királyság
- 1926–1928: Carreras Cigaretta Gyár, London (Egyesült Királyság)
- 1927–1928: Collins & Parri's Arcadia Works for Carreras, London (Egyesült Királyság)

### Franciaország
- Louxor Mozi, Párizs  (1919–1921, neoegyiptomi)
- en:Basilica of Sainte-Thérèse, Lisieux (1929–1954, neoromán)

### Lengyelország
- Kultúra és Tudomány Palotája, Varsó (1952–1955, neoklasszicista)

### Ausztrália

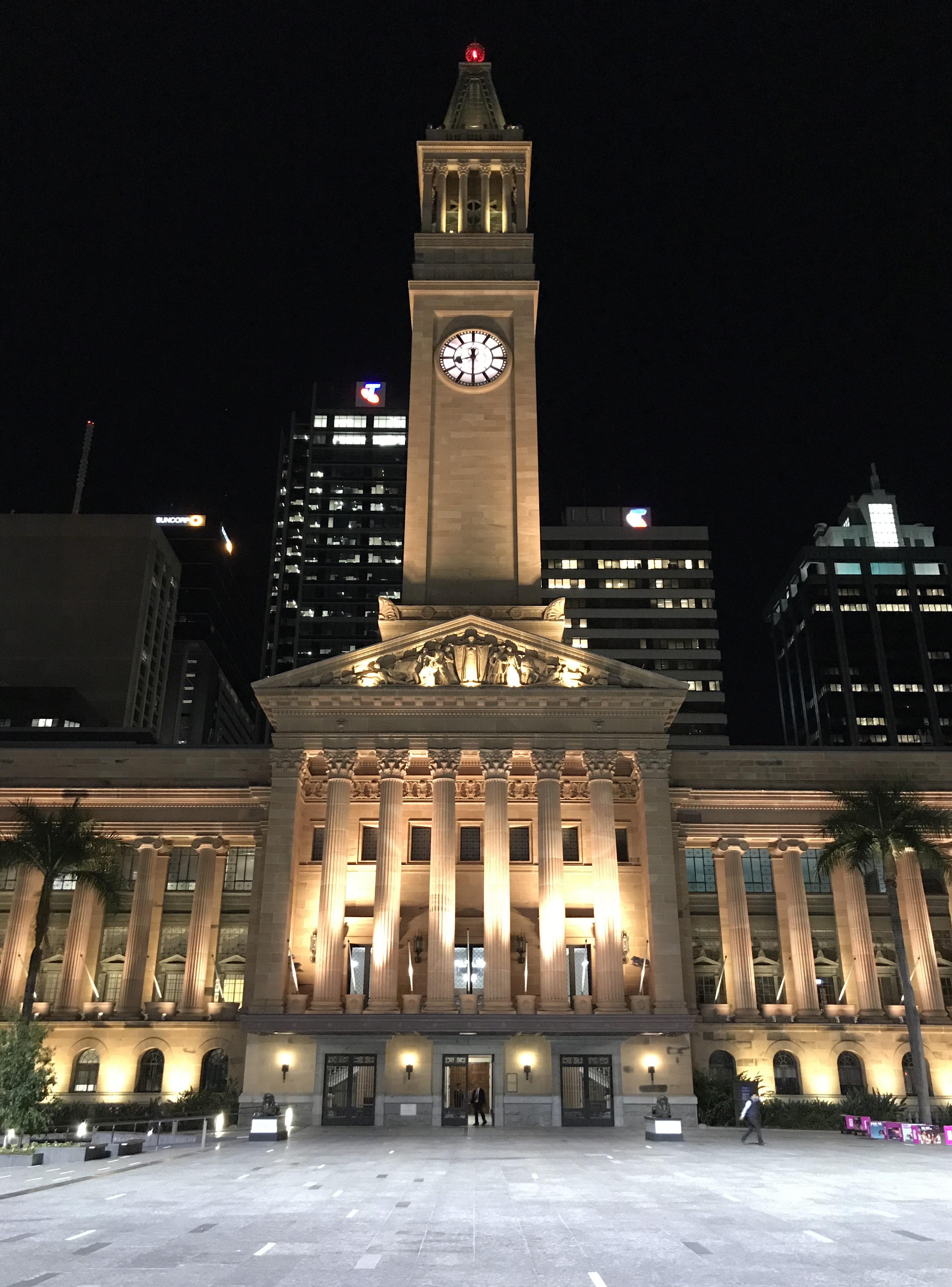
Brisbane City Hall

- en:Brisbane City Hall (1920–1930, neoklasszicista)
- Emulation Hall, Melbourne (1927, neoegyiptomi)
- en:Commonwealth Bank (1928, neoklasszicista)
- Shrine of Remembrance, Brisbane (1930, neoklasszicista)
- en:Mary Immaculate Church, Annerley (1931–1939, neogót)
- en:Shrine of Remembrance, Melbourne (1934, neoklasszicista)
- Perth Girls' School, Perth (1934, neoegyiptomi)
- Manly Town Hall, Manly (1937, neoegyiptomi)

### Románia
- :en:Diadalív, Bukarest (1922–1936, neoklasszicista)
- Palace of Agriculture, Brăila (1923–1929, román reneszánsz)
- en:Mausoleum of Mărășești (1923–1938, román reneszánsz)
- en:Heroes' Cross on Caraiman Peak (1924–1928)
- Cenușa krematórium (1925–1934, neobizánci)

### Új-Zéland

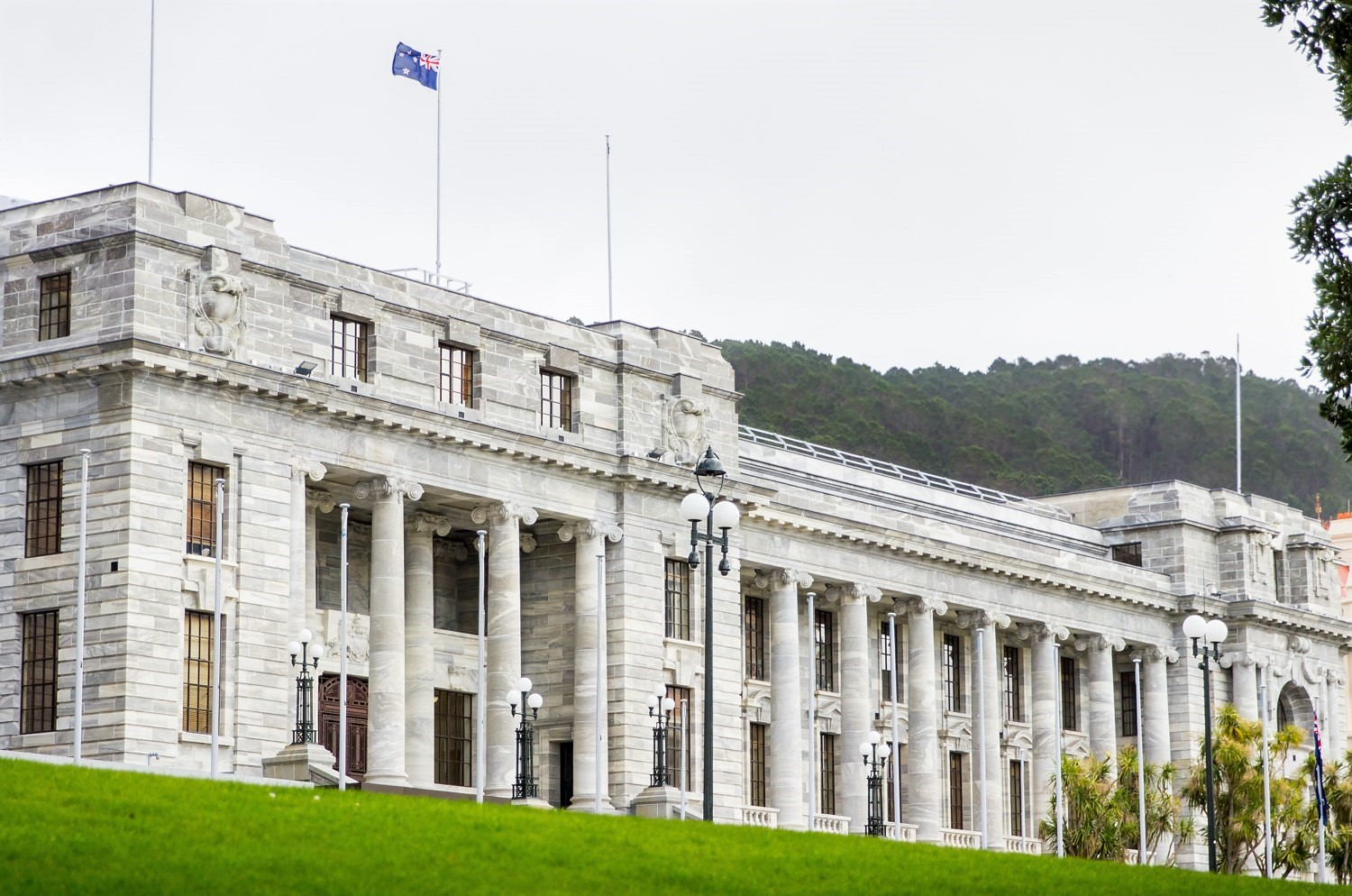
Parliament House, Wellington

- Parliament House, Wellington (1914–1922, neoklasszicista)
- Auckland War Memorial Museum (1920–1929, neoklasszicista)
- en:Cathedral of the Holy Spirit, Palmerston North (1925, neogót)
- en:Wellington East Girls' College (1925, neoklasszicista)
- en:AMP Society Building (1928, neoreneszánsz)
- en:Civic Theatre, Auckland (1929, neomór)
- en:Peterborough Centre (1930, neogót)
- en:Auckland Railway Station (1930, neoreneszánsz?)
- en:St Michael's Catholic Church, Auckland (1933, neoromán)
- en:Dominion Museum building (1936, neoklasszicista)
- en:Wellington railway station (1937, neoklasszicista)

### Kanada

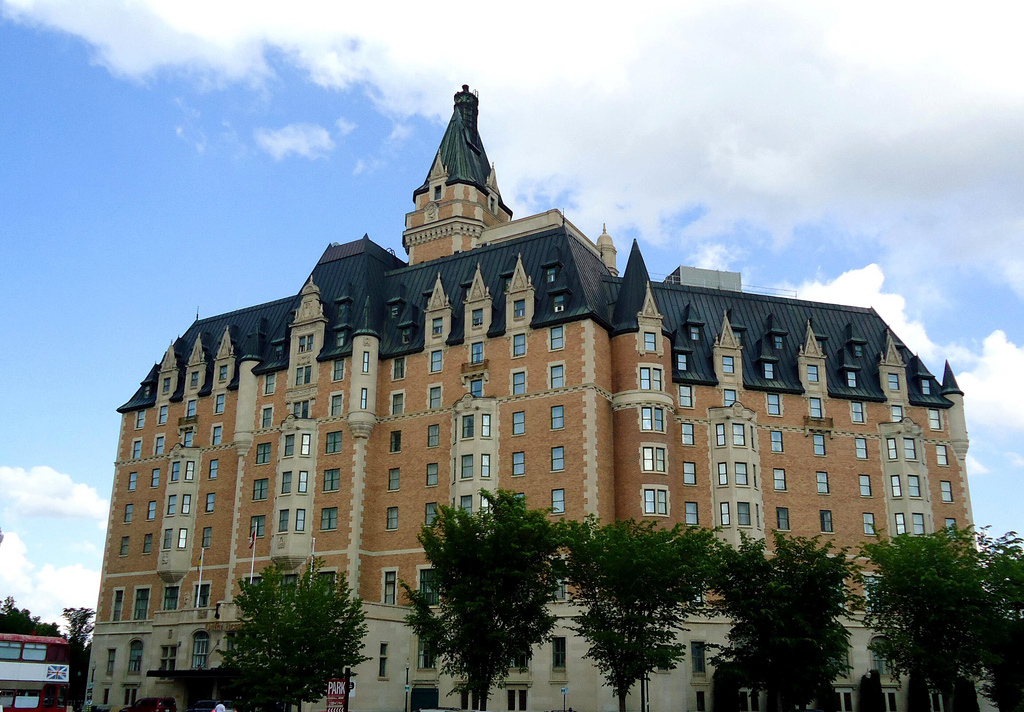
Delta Bessborough

Bővebben:
- en:Union Station (Toronto) (1915–1927, neoklasszicista)
- en:Centre Block, Parlament (1916–1927, neogót)
- en:Westmount City Hall, Westmount (1922, neoreneszánsz)
- en:Édifice Ernest-Cormier, Montreal (1922–1926, neoklasszicista)
- Rialto Theatre, Montreal (1923–1924, neobarokk)
- en:Royal Bank Tower (Montreal), Montreal (1927–1928, neoklasszicista)
- en:Fairmont Royal York (1927–1929, neoreneszánsz)
- Lyle 's Bank of Nova Scotia in Calgary (1929, neoklasszicista)
- en:Montreal Masonic Memorial Temple (1929–1930, neoklasszicista)
- en:Bank of Canada Building (1937–1938, neoklasszicista)
- en:Holy Blossom Temple (1937–1938, neoromán)
- en:Hotel Vancouver (1928–1939, neoreneszánsz)
- en:Delta Bessborough (1930–1935, neoreneszánsz)
- en:Sun Life Building (1913–1931, neoklasszicista)

### USA

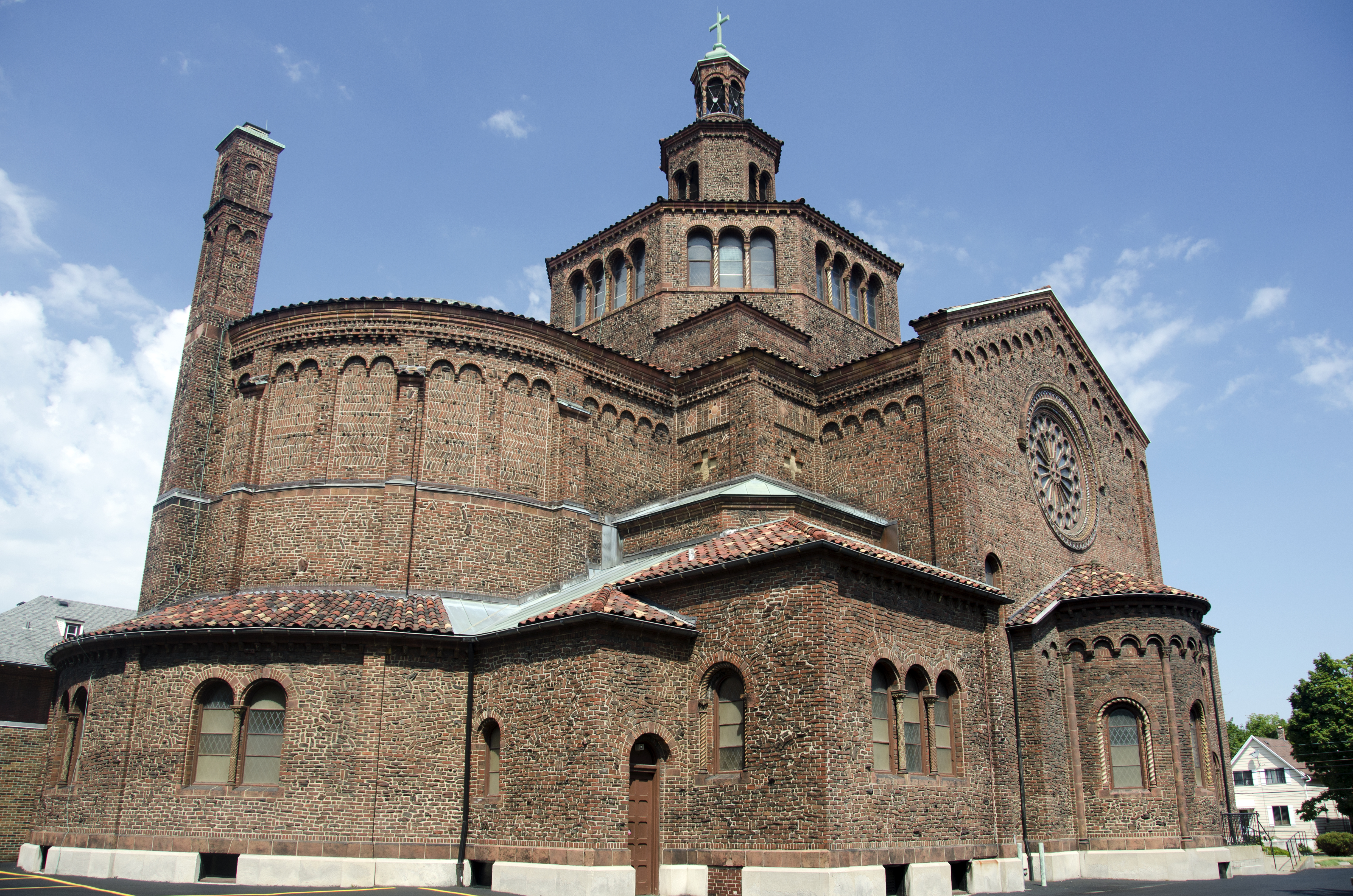
Blessed Trinity Roman Catholic Church, Buffalo

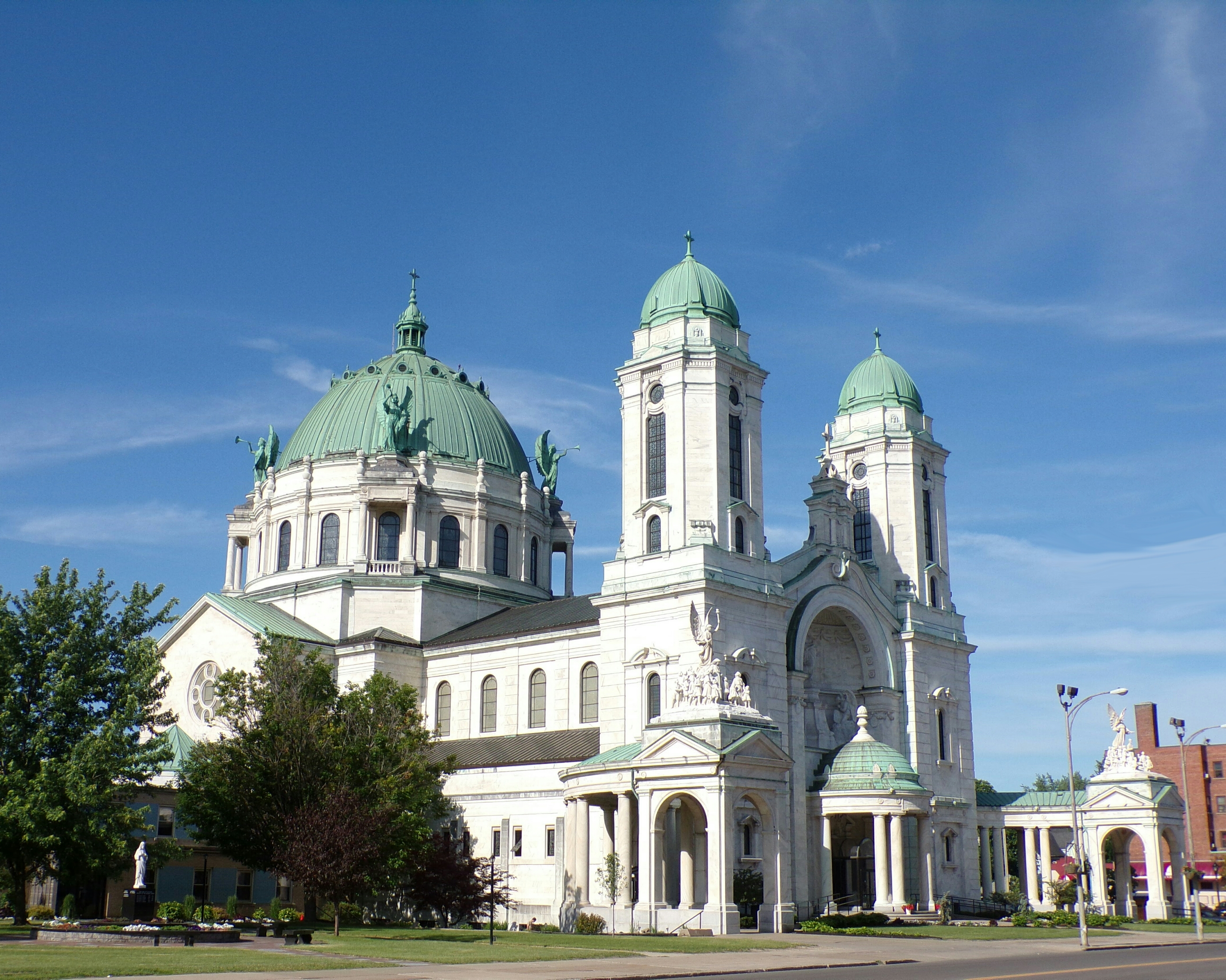
Our Lady of Victory Basilica, Lackawanna

- National Bank of Tulsa Building (1916–1928, neoklasszicista)
- en:Our Lady of Victory Basilica (Lackawanna, New York) (1921–1926, neobarokk)
- en:Grauman's Egyptian Theatre (1922, neoegyiptomi)
- en:Central Presbyterian Church (New York City) (1922, neogót)
- en:Abyssinian Baptist Church (1922–1923, neogót)
- en:Holy Trinity Cathedral (Salt Lake City) (1923, neobizánci)
- en:Annunciation Greek Orthodox Cathedral of New England (1923, neoklasszicista)
- Chicago Temple Building (1923–1924, neogót)
- en:Blessed Trinity Roman Catholic Church Buildings (1923–1928, neoromán)
- en:Mother African Methodist Episcopal Zion Church (1923–1925, neogót)
- Chicago Union Station (1925, neoklasszicista)
- Jewelers' Building (1925–1927, neoklasszicista)
- en:Williamsburgh Savings Bank Tower (1927–1929, neoromán)
- en:Lincoln Theatre (Columbus, Ohio) (1928, neoegyiptomi)
- en:Detroit Public Library (1921, neoreneszánsz)
- en:London Guarantee Building (1923, eklektikus)
- en:West Virginia State Capitol (1924–1932, neoreneszánsz)
- en:U.S. Chamber of Commerce Building (1925, neoklasszicista)
- en:The Sherry-Netherland (1926–1927, neoromán)
- en:Our Lady of Pompeii Church (Manhattan) (1926–1928, neoreneszánsz)
- en:New York Life Building (1927–1928, neogót)
- en:Mather Tower (1928, neogót)
- en:Thurgood Marshall United States Courthouse (1932–1936, neoklasszicista)
- en:United States Supreme Court Building (1932–1935, neoklasszicista)
- en:Tower City Center (1929, eklektikus)

### Egyiptom

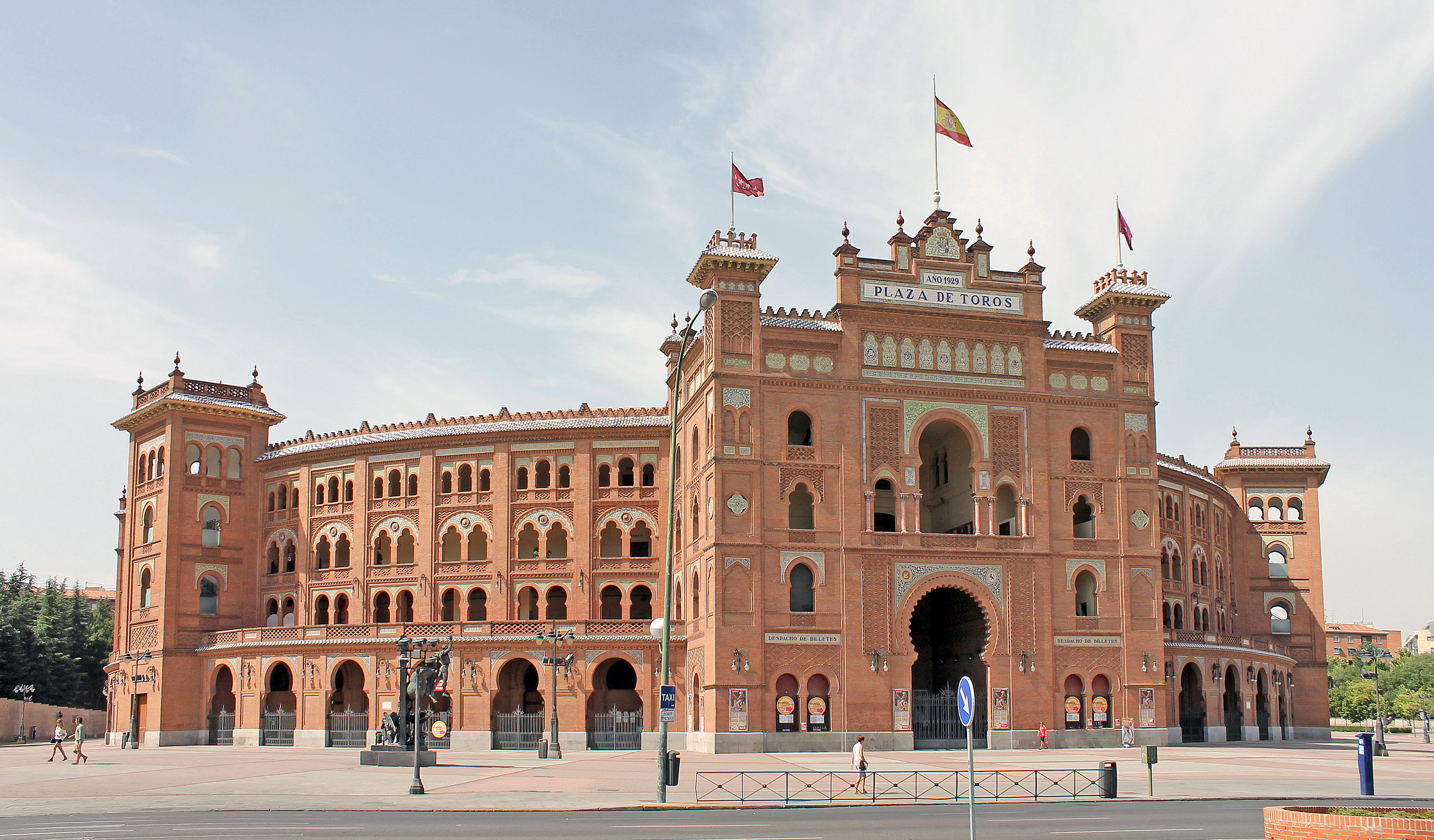
Las Ventas bikaviadal-aréna, Mexikóváros

- en:Agricultural Museum, Egypt (1938, neoklasszicista?)

### India
- Rástrapati Bhavan, Újdelhi (1912–1929, neoklasszicista)

### Spanyolország
- en:Basilica of Jesus de Medinaceli, Madrid (1927–1930, eklektikus)
- en:Temple Expiatori del Sagrat Cor (1902–1961, neogót)

### Mexikó
- Las Ventas bikaviadal-aréna (1924–1931, neomór)

## Magyarország
A stílus gazdag magyarországi ággal rendelkezett, amelyet az alábbi szócikk fejt ki részletesen:

## A 20. század második felében és a 21. században
A 20. század második felében is megjelentek egyes, historizáló törekvések, azonban ezeket megkülönböztetik a század első felének ilyen irányzataitól.